# Дивата Русия
Дивата Русия (на английски: Wild Russia; на руски: Дикая Россия) е документален сериал от шест епизода, показващ флората и фауната на различни области от руската територия. Всеки едночасов епизод се състои от филм, към който не се добавят допълнителни коментари на специалисти. Сериалът показва цяла Русия във всичките ѝ лица: планините, вулканите, пустините, езерата и арктическия лед.

## Епизоди
| Номер | Епизод                 | Описвана област      |
| ----- | ---------------------- | -------------------- |
| 1     | „Сибир“                | Сибир                |
| 2     | „Камчатка“             | Камчатски полуостров |
| 3     | „Арктика“              | Арктика              |
| 4     | „Великата граница“     | Кавказ               |
| 5     | „Тайната гора“         | Тайга                |
| 6     | „Примевалските долини“ | Урал                 |